# Melt! Festival
Le Melt! Festival, ou simplement Melt!, est un festival de musique organisé annuellement, entre 1997 et 2024, dans la commune de Gräfenhainichen, à la « cité de fer » Ferropolis, située au sud de Berlin, en Allemagne. Les styles de musique proposés sont principalement le rock et la musique électronique.
Le site de Ferropolis est une des particularités du festival : c'est un musée à ciel ouvert regroupant de larges excavatrices industrielles datant de la deuxième moitié du XXe siècle et pouvant mesurer jusqu'à 30 mètres de hauteur, 130 mètres de long, et peser 1 980 tonnes.

## Histoire
Les groupes jouent dans le musée en plein air de l'exploitation à ciel ouvert du lignite, le « Ferropolis » à Gräfenhainichen, entre les gros engins de l'exploitation à ciel ouvert. Au centre du lieu de l'événement s'ouvre une arène qui rappelle un amphithéâtre romain. Entre 2008 et 2019, l'amphithéâtre est réservé à la grande scène en plein air. Jusqu'en 2019, une deuxième grande scène (couverte) (Gemini-Stage) se trouvait en outre à l'extérieur. Outre la scène Gemini, il existe d'autres scènes à des endroits différents sur le site. La scène Big Wheel est une scène en plein air pour les DJ et les concerts électroniques, située dans ou sous l'un des excavateurs au tractopelle.
Entre le site du festival et le terrain de camping se trouvait jusqu'en 2019 le Sleepless Floor, qui n'existe plus depuis 2020. À la place, une scène est présentée en 2022 sur le terrain de camping, le Beach Club (encore appelé « Club Floor » en 2022). En 2024, le Sleepless Floor est utilisé pendant 24 heures à partir du samedi 16 h jusqu'à la fin du festival sous le slogan One Last Dance.
En 2009, le festival a lieu du 17 au 19 juillet. Pour la première fois en 12 ans d'existence, le festival affiche complet. En 2008 comme en 2009, on constate une nouvelle internationalisation du festival. Les amateurs de musique du Royaume-Uni, des Pays-Bas et de Scandinavie sont désormais très nombreux au Melt!
Fin mai 2024, le festival annonce que l'édition 2024 serait la dernière. La poursuite des manifestations ne serait pas possible pour diverses raisons, comme l'augmentation des coûts et l'effondrement du nombre de visiteurs, qui serait passé de 25 000 au plus fort de l'événement à environ 15 000,. Des formats ultérieurs seraient déjà en cours de planification, mais plus sous le nom de Melt et au lieu habituel de l'événement.

## Programmations

### 2001–2004
- 2001 : Alter Ego, Anthony Rother, Artist Unknown, ATA, Ben E. Clock, Blackmail, Blumfeld, Briskeby, The Buffalo Bunch, Chicks on Speed, Chris De Luca, Clé, Cora S., Daniel Bell, David Alvarado, DBX, Dial, DJ Koze, DJ Rush, Elektro, Ellen Allien, Eva Cazal, Funkstörung, Hometrainer, Housemeister, hunde, Jack Hammer, Jeans Team, Kiki, Markus Welby, Märtini Brös, Martin Landsky, Matthias Tanzmann, Michael Mayer, Miss Kittin & The Hacker, Mitja Prinz, Move D, Op:I Bastards, Paul Brtschitsch, Paul Lalkbrenner, Richie Hawtin, Rok, Sammy Dee, Sascha Funke, Silversurfer, Slut, Soffy O, Sportfreunde Stiller, The Modernist, Toktok, Tom Clark, Tomte, Topmodelz, Treplec, Trike, Wolle XPD.

- 2002 [6] : Röyksopp, 2rauwohnung, Acid Maria, Advent, Alexander Kowalski, Andrew Elliott, Aybee, Busha, Château Flight, Chris Borée, Christoph Bolz, Daniel Alpha, David Carretta, De Bear, Dennis DeSantis, Diadem, Diego, Die Sterne, Diringer, Effect, Ellen Allien, Filippo Naughty Moscatello, Fox, Gilb'R, Green Velvet, Gunjah, Hardfelder, Heiko Laux, Highfish, Housemeister, Jack Hammer, Johannes Heil, Jori Hulkkonen, Lali Puna, L'eau, Lego, Le Hammond Inferno, Le Tompe, Louise Austen, Luke Slater, Mambotur, Marco Carola, Marcüs, Markus Welby, Mathias Schaffhäuser, Miss Kittin, Mitch, Mitja Prinz, nd_baumecker, New Faces, Nick, Northern Lite, Nova, Patrick Lindsay, Phase 2, Pitchtuner, Ray Kajioka, Raz Ohara, Ricardo Villalobos, Ron Albrecht, Sascha Funker, Soapespierre, Steve Bug, takraf, Tanith, The Notwist, Tiga, Tocotronic, Toktok vs. Soffy O., Topmodelz, Transmitter, Treplec, Tyrell, Vitalic, Voodooamt, Wighnomy Brothers, Wolle XPD, Woody.

- 2003 : Par suite de problèmes financiers, le festival n'a pas eu lieu en 2003.

- 2004[7] :  (têtes d'affiche) Phoenix, Scissor Sisters, Tortoise, The Streets ; Die Türen, 2raumwohnung, Ada, Alexander Kowalski, Anajo, André Galluzzi, Anja Schneider, Ascii.Disko, Avril, Beige GT, Boris Telemen, Brayen Bax, Captain Comatose, Carsten Klemann, Console, Cornelius, Dance Package, Daniel Wang, Das Pop, Diego, Die Türen, DJ Koze, Doering, Egoexpress, Ellen Allien, Foss & Stoxx, Gunjah, Heiko Laux, Hemmann und Kaden, International Pony, Jori Hukkonen, Kiki, KlingKlangKrieger, Laurent Garnier, Le Hammond Inferno, Le Mercier, Liebe und Ich, Luciano, Mando Diao, M.A.N.D.Y., Marcus Welby, Mark Scheider, Märtini Brös, Mediengruppe Telekommander, MIA., Mocky, Moonbootica, Mouse on Mars, Nick Höppner, Northern Lite, Offshore Funk, Peaches, Phase 2, Prinz, Que Pasa?, Rabaue, Ricardo Villalobos, Richie Hawtin, Ruede Hagelstein, Sascha Funke, Sacha Mikloweit, Scan X, Scissor Sisters, Sebastian Konrad, Señor Coconut, Sex in Dallas, Soapespierre, Spitting Off Tall Buildings, Stella, Strom, Superpitcher, The Dose, The Hacker, The RobocopKraus, The Strivers, The Youngsters, Tiger Tunes, Tittel, T. Raumscmiere, Wighnomy Brothers, Woody Giocoso.

### 2005–2009
- 2005 (15–17 juillet)[8] : Underworld, Wir Sind Helden, Block Party, Rosin Murphy, Phoenix, Bright Eyes vs The Faint, Gus Gus, Tocotronic, Fischerspooner, Maximo Park, Mouse on Mars, 13 and God, LTJ Bukem et MC Conrad, TiefSchwarz, Steve Bug, Klee.

- 2006 (14–17 juillet)[9] :  Pet Shop Boys, Aphex Twin, The Streets, 2ManyDJs, Trail of Dead, Tomte, Art Brut, Phoenix, Blumfeld, Miss Kittin, Nightmares on Wax Sound System, Hell, Mia, Roni SIze & Dynamite MC (en), Editors, Superdiscount, Die Sterne, Klee, Deichkind, Dave Clarke.

- 2007[10] : Abe Duque, Alec Empire and the Hellish Vortex, Alex Smoke, Anajo, Autechre, Booka Shade, Cereal Killers (Sid Le Rock vs. Metope vs. Ada vs. Jake Fairley), ClickClickDecker, Deichkind vs. Snap! feat. Special Guests, Dendemann, Digitalism, Dizzee Rascal, DJ Koze, DJ Major Taylor, Erase Errata, Final Fantasy, Frankie Says: Melt! feat. Rutherford, Gill & OToole jouant des morceaux de Frankie Goes to Hollywood, Goldie & MC Lowquie, Goose, Hell, Hey Willpower, Hot Chip, The Horrors, Im From Barcelona, The Jai Alai Savant, Jake the Rapper, Jan Delay, Jeans Team, Kelis, Lady Sovereign, Le Hammond Inferno, Lo-Fi-Fnk, Magda, Marc Houle, Mathias Kaden vs. Onur Özer, Michael Mayer, Motorpsycho, Mouse on Mars, The Notwist, Polarkreis 18, The Presets, Puppetmastaz, Ragazzi, Richie Hawtin, The Rifles, Shitdisco, Shout Out Louds, Simian Mobile Disco (live), Stereo Total, The Thermals, Tiefschwarz, Tiga, Tobias Thomas, Tocotronic, Trentemøller w/Band, Troy Pierce, UNKLE, Virginia Jetzt!, Von Südenfed, Werle & Stankowski, Wighnomy Brothers.

- 2008[11] : Alexander Marcus, Alter Ego, Battles, Berlin Battery Special feat. Shir Khan, Björk, Blackmail, Blood Red Shoes, Booka Shade, Boys Noize, Burger/Voigt, Caspa, Cobblestone Jazz, Commix, Crookers, Daniel Haaksman, dEUS, Die Türen, Dillon, DJ Beware, DJ Supermarkt, Doc Scott, Does It Offend You Yeah?, Dúné, Editors, Efdemin, Ellen Allien, Fotos, Franz Ferdinand, Friendly Fires, Fujiya & Miyagi, Get Well Soon, Gui Boratto, Gusgus, Henrik Schwarz, Hercules and Love Affair, Hot Chip, Jack Tennis + special guests, Kate Nash, Kissy Sell Out, Klee, Ladyhawke, Late of the Pier, Len Faki, Lightspeed Champion, Los Campensinos, Lützenkirchen, M.A.N.D.Y., Markus Kavka, Mathew Jonson, Mathias Kaden, MC Glacius, MC Kemo und weitere, Mc Lowqui, MEN (Le Tigre DJs), Metalheadz Special feat. Goldie, Miss Kittin & The Hacker, Miss Plattnum, Modeselektor, Moenster, Mr. Oizo, Navel, Neon Neon, Operator Please, PeterLicht, Philipp Maiburg, Renato Ratier, Robyn, Róisín Murphy, Rummelsnuff, Sascha Funke, Sick Girls, Skream, Stereo MC’s, Steve Bug, Storm, Supermayer, Superpunk, The International Noise Conspiracy, The Mitchell Brothers, The Notwist, The Teenagers, The Whitest Boy Alive, Tobias Thomas, Tomas Andersson, Turbostaat, Uffie & Feadz feat. Technotronic, Why?, Zoot Woman.

- 2009[12] : A Critical Mass (feat. Henrik Schwarz - Ame - Dixon live), Amazing Baby, AndiOliphilipp, Andreas Eckhardt, Animal Collective, Anna Ternheim, Aphex Twin, aVid, Baddies, Bloc Party, Bodi Bill, Bonaparte, Boy 8-Bit, Boys Noize, Brodinski, Buraka Som Sistema, Cajuan, Caribou, Channel X, Circlesquare, Cold War Kids, Crystal Castles, Daniel Haaksman, Daniel Stefanik, David Dorad, Deadmau5, Delphic, Digitalism, Dinky, Diplo, DJ Koze, DJ Phono (de), DJ Supermarkt, Drop the Lime (en), Ellen Allien, Empro, Erol Alkan, Fabiano, Fagget Fairys, Fever Ray, Fieber Tanz, Filthy Dukes, Foals, Fraenzen Texas, Gisbert zu Knyphausen, Glasvegas, Goldie, Gossip, Gunnar Stiller, Hell, Hudson Mohawke, James Holden, James Yuill, Jazzanova, Jesse Rose, Jochen Distelmeyer, Kakkmaddafakkas, Karrera Klub, Kasabian, Kasper Bjrke, Kassette Boys, Kiki, King Kong Kicks, King Kong Klub, Klaxons, Kleinschmager Audio, Kleinschmager und Eckart, Klute, Kode9Spacecape, La Roux, Lars-christian Müller, Le Corps mince de Françoise, Le Hammond Inferno, Les Yper Sound, Lexy, Luke Slater, Luna City Express, Marcus Meinhardt, Markus Kavka, Markus Welby, Mathias Aguayo, Matthew Herbert (DJ set), MC Justyce, Mediengruppe Telekommander, Metronomy, Michael Mac (Club NME), Mike Snow, Mikroboy, Miss Bliss & A.N.N.A, Moderat, MSTRKRFT, Muff Potter, Mujava, ND Baumecker, Oasis, Passion Pit, Patrick Wolf, Paul Kalkbrenner, Philipp Cerfontaine, Phoenix, Pilooski (en), Planet Assault System, Polarkreis 18, Radioslave, Revolver Club, Rex the Dog, Ruede Hagelstein, Röyksopp, Samavayo, Sascha Funke, Say Hooo, Scharrenbroich and Gunjah, Shir Khan, Simian Mobile Disco, Skinnerbox, Sleepless Floor Allstars, Super 700, Sven Jozwiak, Sweat Club DJs, Team Monster, Team Recorder, The Cheapers, The Dodos, The Faint, The New Wine, The Rising Rocket, The Soundtrack of Our Lives, The Virgins, The Wedding Present, The Whitest Boy Alive, This Will Destroy You, Thunderheist, Tiga, Tim Exile, Tobias Thomas, TOS, Travis, Trentemøller (DJ set), TRG, Videoclub, Whitenights, WhoMadeWho, Yuksek, Zander VT.

### 2010–2014

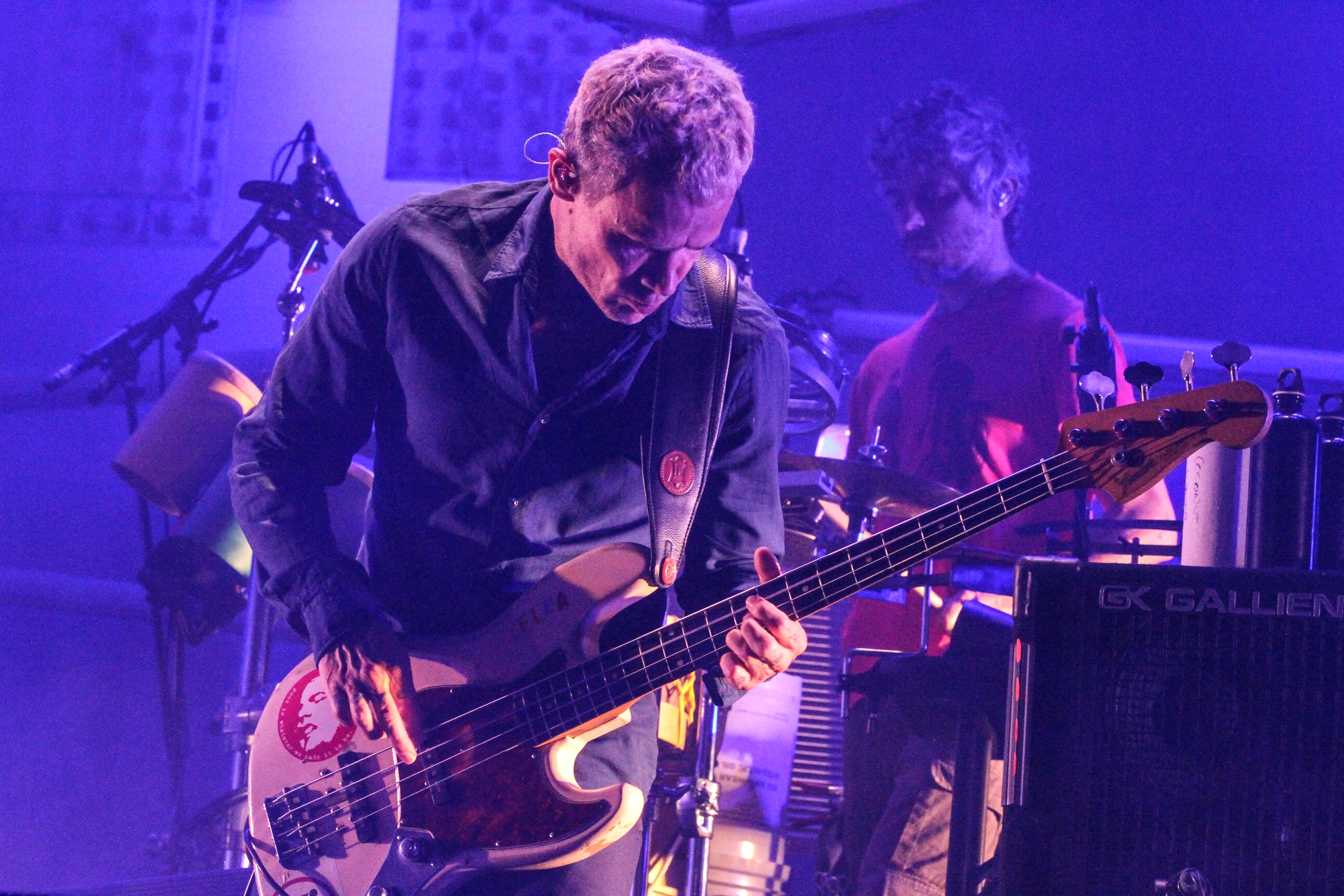
Atoms for Peace, Melt! Festival 2013.

- 2010[13] : 1000 Robota, A-Trak, An Horse, Archie Bronson Outfit, Ata, Autokratz, Beta, The Big Pink, Black Mountain, Black Rose (Henrik Schwarz and Jesse Rose live), Blood Red Shoes, Booka Shade, Bonaparte, Boris, Bratze, Broken Bells, Chromeo, Carl Craig feat. Mike Banks, Chris Cunningham, Clues, Crookers, Danger, Darwin Deez, Delphic, Dirty Disco Youth, Dirty Projectors, dOP, Douster, Edu K, Egotronic, Ellen Allen, Empro, Fake Blood, Fred Falke (live), Marcel Fengler, Roman Flügel, Foals, Four Tet, Frittenbude, Friendly Fires, F*cked Up, The Futureheads, Groove Armada, Sascha Funke, Get Well Soon, Goldfrapp, Daniel Haaksman, Health, Hemmann & Kaden (live), Hercules and Love Affair, Holy Ghost, Matias Aguayo et groupe, Nick Höppner, Hurts, Ja, Panik, Jackmaster, Jamie T, Jamie XX, Jamaica, Johnossi, Jonsi, Markus Kavka, Kele, Kings of Convenience, Ben Klock, Oliver Koletzki, Kode 9 vs. Martyn, Kissy Sell Out, Philipp Poisel, Slagsmålsklubben, Sweat X, Trip Fontaine, Turbostaat, Monika Kruse, Jamie Lidell, Lindstrřm & Christabelle, Mala, Marcel Dettmann, Massive Attack, Midlake, Mike Snow Modeselektor feat. Bonaparte (live), ND Baumecker, Norman Nodge, Pantha du Prince, Ewan Pearson (en), DJ Pete, Popof (live), Post War Years, Prosumer, Riton, Saalschutz, Schlachthofbronx, DJ Shadow, Shed (live), Shout Out Louds, Sinden, Skate, Steffi, Die Sterne, Tama Sumo, Tiefschwarz, Tommie Sunshine, Matthias Tanzmann, Tobias Thomas, Tiga, Tocotronic, Martina Topley-Bird, Two Door Cinema Club, The Very Best, Ricardo Villalobos, Joris Voorn (live), Wareika, WhoMadeWho, Yeasayer, The xx.

- 2011[14] : (têtes d'affiche) Beady Eye, Editors, Pulp, The Streets ; Addison Groove, Albrecht Wassersleben, Anstam, Apparat, Architecture In Helsinki, Arto Mwambé, Atari Teenage Riot, Azari and III, Benjamin Damage & Doc Daneeka, Bodi Bill, Boys Noize, Brandt Brauer Frick, Busy P, Calvin Harris, Carl Craig, Carte Blanche, Chaim, Chase and Status, Christopher Rau, Clock Opera, Cold War Kids, Console, Crocodiles, Crystal Castles, Crystal Fighters, Cut Copy, Dadub, DAF, Dananananaykroyd, Digitalism, Dinosaurs, DJ Koze, DJ T, Duchess Says, Edit Select, Ellen Allien, Errors, Everything Everything, Fake Blood, FM Belfast, Foster the People, Frittenbude, Fritz Kalkbrenner, Gadie Mizrahi, Gerd Janson, Gold Panda, Gui Boratto, Guy Gerber, Housemeister, Iron and Wine, Isolée, Jacob Korn, Jamie Woon, John Roberts, José Gonzalez, Junior Boys, Junip, K.I.Z, Katy B, Kiki, Lawrence, Les Savy Fav, Little Dragon, Loco Dice, Lucy, M.I.A., Maayan Nidam, M.A.N.D.Y., Manuel Raven, Markus Kavka, MEN, Metronomy, Michael Mayer & Superpitcher, Miss Fitz, Miss Kittin, Modeselektor, Monarchy, Mutter, Nicolas Jaar, Noah and the Whale, No Regular Play, Nôze, Oliver Hafenbauer, Patrick Wolf, Paul Kalkbrenner, Phono, Planningtorock, Proxy, Richie Hawtin, Robert Johnson, Robyn, Roman Flügel, Rusko, SBTRKT, Siriusmo, Sizarr, Skinnerbox, Smallpeople Aka Dionne & Julius Steinhoff, Swans, Tensnake, The Drums, The Hundred in the Hands, The Knocks, The Koletzkis, The Moroders, The Naked and Famous, These New Puritans, The Sound of Arrows, Tobias Thomas, Totally Enormous Extinct, We Have Band, When Saints Go Machine, White Lies, Wilhelm Tell Me, Âme.

- 2012[15] : (têtes d'affiche) Bloc Party, Gossip, Justice ; Adam Beyer, AlunaGeorge, Audiolith, Baby G, Bartellow, Benga, Blood Red Shoes, Bondage Fairies, Boy, Brandt Brauer Frick, Brodinski, Buraka Som Sistema, Caribou, Casper, Chairlift, Citizens, Claude VonStroke, Dance Disorder, Dave Clarke, David August, Destroyer, Dillon, Dixon, Douglas Greed, Ellen Allien, Flux Pavilion, Freedom or Death, Gesaffelstein, I Heart Sharks, Jacques Lu Cont, Jessie Ware, Joel Mull, John Talabot, Josh Wink, Kiki & Chaim B2B KMPFSPRT, Knife Party, Kuriose Naturale, Lana Del Rey, Laurent Garnier Pres. LBS, Little Boots, M83, Magda, Man Without Country, Markus Kavka, Matador, Mathew Jonson, Mathias Kaden, Maya Jane Coles, Mike Skinner (DJ set), Modeselektor, Monkey Maffia, Niki and the Dove, Nina Kraviz, Peter Licht, Plan B, Pollyester, Richie Hawtin, Riton, Roosevelt (DJ set), Rufus Wainwright, SebastiAn, Sebo K, Shadow Dancer, Skinnerbox, Steffi, Surkin, Switch, Tale of Us, The Bloody Beetroots (DJ set), The Cast of Cheers, Thees Uhlmann, The Gaslamp Killer, The Jezabels, The Koletzkis, The Rapture, The Raveonettes, The War on Drugs, The Whitest Boy Alive, Thomas Muller, Todd Terje, Twin Shadow, Two Door Cinema Club, Vondelpark, WhoMadeWho, Willy Moon, Yeasayer, Zedd, Zola Jesus.

- 2013[16] : Atoms for Peace, Alt-J, andhim, Archive, Art Department, Austra, Bambounou, Azealia Banks, Barnt, Bicep, James Blake, Daniel Börtz, Catz 'N Dogz, Chopstick & Johnson, Chvrches, Daughter, Dan Deacon, Marcel Dettmann, Diamond Version, Digitalism (DJ set), Disclosure, DJ Koze, Django Django, Eats Everything, Ellen Allien, Everything Everything, Fantastic Mr Fox, Flying Lotus, Frank Wiedemann / Ry, Friends, Function, Iamamiwhoami, James Holden, Jamie Jones, Jets, Joy Orbison, Julio Bashmore, Karenn, Markus Kavka, Kettcar, King Krule, Ben Klock, Oliver Koletzki, The Knife, Laing, Damian Lazarus, Local Natives, Christian Löffler, M.A.N.D.Y., Mark Ronson vs. Riton (DJ set), Metro Area (live), Miss Kittin (live), Modeselektor & Apparat (DJ set), Mount Kittin, MS MR, Mykki Blanco, Owen Pallett, SBTRKT (DJ set), Otto Von Schirach, Henrik Schwarz & Band, Schwarzmann (Live), Scuba, Shields, Sinkane, Smash TV (live), Solomun, Soulwax, Swim Deep, Till Von Sein, Amon Tobin presents Two Fingers (DJ set), Todd Terje et Lindstrom (live), Trentemøller (live), Trickski, Trümmer, Ben UFO, Wankelmut, Woodkid, Zebra Katz, The 1975.

- 2014[17] : Actress, Addison Groove, Alle Farben, Aroma Pitch, Erol Alkan B2b Daniel Avery, Âme (DJ set), Akkord, Ateq & Konstantin, Baauer, Alex Banks, Bilderbuch, Bombay Bicycle Club, Bonaparte, Boys Noize, Branz & Fjörn (DJ set), Breach, Brodinski, Cherub, Chet Faker, Chromeo, Clean Bandit, Maya Jane Coles, Dapayk & Padberg, Darkside, Gabi Delgado, Dillon, Dixon, DJ Supermarkt, Petar Dundov (live), Dusky, DVS1, Efdemin, Elekfantz, Ellen Allien, Elliphant, Mark Ernestus pres. Jeri-jeri, William Fitzsimmons, Fjaak, Kim Ann Foxman (DJ set), Fuck Art, Let's Dance!, George Fitzgerald, FM Belfast, Four Tet, French Fries B2b L-vis 1990, Fuck Buttons, Future Islands, Gardland, Guy Gerber, Gesaffelstein  (DJ set), John Grant, Ruede Hagelstein & Marco Resmann & Matthias Meyer, Haim, Ja, Panik, Jackson and His Computer Band, Jagwar Ma, John Talabot (DJ set), Jungle, Lake People (Live), Lone, Lulu James, Fritz Kalkbrenner, Markus Kavka, Kiesza, Kid Simius (Live), King Kong Kicks, Kölsch (live), Monika Kruse, Kuriose Naturale, Nd_baumecker, Le1f, Les Yper Sound, Little Dragon, Timo Maas, Mano Le Tough, The Martinez Brothers, Metronomy, Mighty Oaks, Jeff Mills, Milky Chance, Moderat, Modeselektor B2b Patrick Pulsinger (de), Michael Münz (DJ set), Nod One’s Head (Live), The Notwist, Of Montreal | Kele Okereke (DJ set), Panda Bear, Pantha du Prince (Live), Parquet Courts, Paula, Planningtorock, Portable (live), Portishead, Pretty Lights, Recondite (live), Revolver Club, Röyksopp & Robyn Do It Again 2014, SOHN , San Fermin, Say Lou Lou (en), SBTRKT, Schafe & Wölfe, Sherwood & Pinch, Skream, Sleigh Bells, Konstantin Sibold, Son Lux, Omar Souleyman, Subb-an, Tale of Us, Team Recorder, Ten Walls (live), Tensnake, Tesla286, The Busy Twist, The/Das, Tiga B2b Seth Troxler, Tini, Tourist, Thees Uhlmann, Vril (live), WhoMadeWho, Don Williams, Wolf Alice, Marcus Worgull.

### 2015–2019
- 2015[18] : Alt-J, A-Trak, Alan Fitzpatrick, Alle Farben, AnnenMayKantereit, L'Aupaire, Audion (live), Aurora, Autechre, Aquilo (en), Bilderbuch, The Black Madonna, Bonobo (DJ set), Borrowed Identity, Bouncé Knowles, The Bug, Cakes da Killa, Cashmere Cat, Catfish and the Bottlemen, Chris Liebing, Claptone (live), Clark, Culoe de Song, Dark Sky, Damian Lazarus and the Ancient Moons, Darwin Deez, Dasha Rush (live), David August (live), Dekmantel Soundsystem, Dirty Doering, The Districts, Django Django, DJ Tennis, Dorian Concept (en) (live) feat. Cid Rim et The Clonious (de), Element of Crime, Ellen Allien, Erlend Øye et The Rainbows, Evian Christ (live), Fickle Friends, Flume, Formation, Funkstörung, Gengahr, Giorgio Moroder, Good Guy Mikesh, Gorgon City (en) (DJ set), Grrr!, Head High, Hercules and Love Affair, Hot Since 82 (en), Howling, Hudson Mohawke (live), Ibeyi, Jamie T, Jamie xx, Job Jobse, Jon Hopkins, Joy Wellboy, Kaytranada, Kettenkarussell (live), King Kong Kicks, Kink (live), Kwabs (en), Kylie Minogue, La Roux, Lena Willikens, Lawrence, Local Suicide, London Grammar, Malky, Mama, Marcel Dettmann, Marek Hemmann, Markus Kavka, Massimiliano Pagliara, Mathias Kaden (live), Matrixxman, Max Graef & Kickflip Mike (live), Modeselektor pres. Melt!Selektor, Mogwai, Die Nerven, Nils Frahm, Nina Kraviz, Nozinja (en), Odesza The Orb, Palms Trax, Pete Tong, Pollyester, Pool, Raphael Dincsoy, Raury, Revolver Club, Ride, Rødhåd, Robot Koch (en), Roi Perez, Romano, Roni Size Reprazent (live), Ryan Elliott, Sascha Schlegel, Santigold, Scuba, Seinabo Sey, Shura, SiriusModeselektor, Sizarr, Soul Clap, Steffen Bennemann, Steve Rachmad, Sven Väth, Team Recorder, Tiefschwarz (live), Tocotronic, Toro Y Moi, Tove Lo, Trevor Horn Band, Tüsn, Von Spar, Wanda, Wyoming, XXXY, Years and Years, Young Fathers, Zenker Brothers.

- 2016 (14–17 juillet)[19].
  - Vendredi : Tame Impala, M83, Skepta, Boys Noize (live), Sleaford Mods, Ben Klock, DJ Koze, Maya Jane Coles, Jamie Woon, Mano LeTough, Andhim, Andy Scott (live), Black Coffee, Black Cracker, Cosmin TRG, Damian Lazarus, Dekmantel Soundsystem, Fritz Helder, George FitzGerald, Gold Panda, Graham Candy, Helena Hauff, Horse Meat Disco, JD Samson, La Fleur, Laurel Halo, Leon Vynehall, Liss, Makam, Marco Resmann, Matthias Meyer, Mura Masa, Noah Kin, Partok, Peak & Swift, Pev & Kowton, (Livity Sound), Roosevelt, Sango, Sarah Farina, Say Yes Dog, Shifted, SOPHIE, Still Parade, Vater&Sohn, Vessels, Vril (live), Zed Bias, Zomby.
  - Samedi : Deichkind, Two Door Cinema Club, Jamie xx, Jean-Michel Jarre, Solomun, Modeselektor (DJ set), Maceo Plex, Peaches, Stephan Bodzin (live), Kollektiv Turmstrasse (live), Acid Arab, Andy C, Benjamin Damage, Blind Observatory, Cormac, DJ Phono, Dr. Rubinstein, Drangsal, Ed Davenport, Fatima Yamaha (live), Floating Points (live), Freddy K, Gunjah, Hard Ton, Hi Fashion, Ho99o9, Isolation Berlin, Kobosil,Kode9, Kytes, Lady Leshurr, Magdalena, Mind Against, Oddisee & Good Company, Peggy Gou, Renato Ratier, Shed, Strimming (live), Tom Trago, Virginia (live), feat. Steffi & Dexter, Woman
  - Dimanche : Disclosure, Chvrches, Tiga (live), Digitalism, Ellen Allien, Motor City Drum Ensemble, Pan-Pot, Bob Moses, Bomba Estéreo, Boris, Circa Waves, Coma, Heidi, Honey Dijon, Josh Wink, Kin Ann Foxman, Klyne, Kuriose Naturale, Lea Porcelain, Muallem, Ø [Phase], SG Lewis, The Black Madonna, Tijana T.

- 2017 (14–16 juillet)[20].
  - Jeudi : (têtes d'affiche) Fatboy Slim ; B. Traits, Ed Ed, Jonas Rathsman.
  - Vendredi :  (têtes d'affiche) M.I.A., Richie Hawtin Close, Glass Animals, Claptone, Kölsch DJ, Kate Tempest, Kamasi Washington, Marcel Dettmann, Adam Beyer, Recondite, HVOB et Winston Marshall (en) ; Agents of Time, Agoria, Andrea Olivia, Aurora Halal (live), Bassdee, Ben Frost (live), Bjarki (live), Catz 'N Dogz, Courtesy, Daniel Avery, Dengue Dengue Dengue!, DJ Deep, Dolan Bergin, Egyptian Lover, Elisabeth, FJAAK, Konstantin, Lakuti, Lil Silva (en), Lorenzo Senni (en) (live), Maggie Rogers, Marrie Davidson (live), Michael Mayer, MK, Mutiny on the Bounty, Rampue (live), Skatebård, Sylvan Esso (en), The Lemon Twigs, Tony Humphries (en), Von Wegen Lisbeth (en).
  - Samedi : (têtes d'affiche) Bonobo, Bilderbuch, Modeselektor (DJ), Dixon, Tale of Us, Sampha, Warpaint, Hercules et Love Affair, Jon Hopkins DJ ; Andy Butler DJ, Barker et Baumecker, Bicep (live), Davis, Dekmantel Soundsystem, Denis Horvat, Denis Sulta, François X, GusGus, Haiyti, Honne, Jennifer Cardini, Jimi Jules (en), Job Jobse, Julia Govor, Kiddy Smile, Mall Grab, Massimiliano Pagliara, Nro, Noga Erez (live), Radio Slave, Red Axes, Red Rack'em, Tini, WhoMadeWho, Zebra Katz (live), Zopelar.
  - Dimanche : (têtes d'affiche) Die Antwoord, Phoenix, The Kills, Sohn Mø, Soulwax, Âme B2B Rødhåd ; Maceo Plex, Ellen Allien, Cinthie, Dave, Dan Beaumont, JP Enfant, Konstantin Sibold, Monoloc, Rroxymore, Sonja Moonear, Soulection (Joe Kay, Jarreau Vandal, Hannah Frith, Andre Power, The Whooligan), Tereza, Tijana T, Tom Misch (live), Trikk, Volvox.

- 2018 (13–15 juillet)[21] :
  - Vendredi :  (têtes d'affiche) Florence and the Machine ; Tyler, The Creator, Jon Hopkins (live), Ben Klock, Modeselektor (DJ), Cigarettes After Sex, The Internet, Rin, Mount Kimbie, Amelie Lens, Adana Twins, Adriatique, George FitzGerald (live), Zhu, Kali Uchis, Awesome Tapes from Africa, Bluestaeb (live), Coely, Cormac, Fatima Al Qadiri, FAKA (live), Henry Wu, Junglepussy, Kedr Livanskiy, Klee, Lehult (DJ Assam, Epikur, Johan Kaseta, Liem, Lucky Charmz), Leo Pol (live), Nastia, Ø [PHASE] (live), Oliver Hafenbauer, Orson Welles, Re:Boot Soundsystem, Rone, S. Fidelity, Siriusmo, Superorganism, Tommy Cash, Vincent Neumann, Yellow Days, Zenker Brothers.
  - Samedi :  (têtes d'affiche) Fever Ray ; Nina Kraviz, Modeselektor (DJ) B2B Apparat (DJ), Odesza, Alma, The Blaze, WhoMadeWho, Sevdaliza, Hundreds, IAMDDB, Rex Orange County, Roman Flügel, Robag Wruhme, The Hacker pres. Amato (live), Gurr, Moses Sumney, Kid Simius, Anna Haleta, Answer Code Request (live), Antigone, Baltra, Candy Pollard, CEM, Claire Morgan, Cleveland, Donna Leake, Hidden Spheres, Inga Mauer, Jayda G, Jon Hester, Kuso Gvki, La Fleur, Lanark Artefax (live), Lucy, Mavi Phoenix, Mirella Kroes, Moscoman, Noritsu, Palms Trax, Sedef Adasi, Smerz, The Busy Twist.
  - Dimanche :  (têtes d'affiche) The xx ; Mura Masa, Little Dragon, BadBadNotGood, Princess Nokia, The Blessed Madonna, Fatima Yamaha, Parcels, Fischerspooner, Ellen Allien, Westbam, Andhim, Tune-Yards, Erobique, Honey Dijon, Baba Stiltz, Binh, Carlos Valdes, Daniel Haaksman, DJ Boring B2B DJ Haus, Efdemin, Illum Sphere, Kim Ann Foxman, Layton Giordani, LUZ1E, Marc Miroir, Or:la, Somewhen, Tereza, Tijana T.

- 2019 (19–21 juillet)[22] : 
  - Vendredi :  (têtes d'affiche) Jorja Smith, Modeselektor, Rin, Virgil Abloh.
  - Samedi : (têtes d'affiche) ASAP Rocky, Solomun, Four Tet, Bilderbuch.
  - Dimanche : (têtes d'affiche) Bon Iver, Skepta, Kaytranada, Arca,FKJ.

### 2020–2024
- 2020[23] : (têtes d'affiche) Ama Lou (en), Bicep, Blood Orange, Burna Boy, Channel Tres, Charli XCX, Cupcakke, DJ Koze, Earthgang, Ellen Allien, Fatima Yamaha, FKA Twigs, Floating Points, Job Jobse, Kummer, Little Simz, Loyle Carner, Marcel Dettmann B2B DJ Stingray, Mashrou' Leila, Michael Kiwanuka, Moscoman (live)V, Motor City Drum Ensemble, Mount Kimbie (DJ), Nightmares on Wax (DJ), Nina Kraviz B2B, Helena Hauff, Palms Trax B2B, Hunee, Paula Temple, Peggy Gou, Planetary Assault Systems, Princess Nokia, Róisín Murphy, Romy, Rüfüs Du Sol, TNGHT (en), Two Feet, Woodkid ; Adiel, Afrodeutsche (en), Alli Neumann, Alyona Alyona, Arlo Parks, Bakar, Boy Harsher, Budino, Bufiman, Call Super, Catnapp, Cormac, Eris Drew, Esa, Grupo Exterminador, Folamour, Franc Moody (en), Future Franz George John (live), Gonno B2B Nick Höppner, HAAi, Haiyti, Hannah Diamond (en), Horse Meat Disco, Inhalt Der Nacht, Jasper James, Jayda G, Jeans for Jesus, Keke, KOKOKO! (en), Kuriose Naturale, Logic1000, Lolo Zouaï, Mafalda, Mama Snake, Manami, Manuel Fischer, Mareike Bautz, Mézingue, Orson Welles (B2B), 41Issa, Paramida, Partiboi69, Paula Tape, Prospa, Polo et Pan, Sedef Adasi (B2B), Muallem, Sherelle (en), Skee Mask (B2B), Stenny (B2B), Zenker Brothers, Tereza, Tom Misch et Yussef Dayes (en), Vegyn (en) (live), Virginia (B2B), Steffi, Vril (live), Warning (Giraffi Dog, Kaletta, Marie Montexier, Reptant), Yu Su, Zebra Katz.

- 2021 : édition annulée[24] à cause de la pandémie de Covid-19.

- 2022 (9–12 juin)[25] : Agyena, Alyona, Arlo Parks, Avalon Emerson, Albi X Bad Manners X HerrenSauna, Big Pig, Bladee, Boy Harsher, Caroline Polachek, Daniel Avery (live), DJ Seinfeld, Mirrors (live), Daniel Ryan-Spaulding, Danny Harley pres. Harlecore, DJ Fuckoff B2B DJ Mell G, DJ Marcelle, Elliot Litrowski, Eli Preiss, Fred Again.., FutureBade, George Riley, GoldLink, Greentea Peng (en), Honey Dijon, Jamie XX, Jayda G, Joy Orbison, Kamaal William, Kareem Ali, Keshavara (de), Layla, Lebanon Hanover, Little Simz, Mama Snake, Moxie B2B Gabrielle Kwarteng, Myd (live), Nene H, Overmono (en) (live), Pabllo Vittar, Palms Trax, B2B Hunee PC Music Pesents, A. G. Cook, Hannah Diamond (en) & More, Peggy Gou, Pinkpantheress, Planningtorock pres. Gay Dreams Do Come True, Polon & Pan, Pote, Priya Ragu, Prospa (live), Sad Night Dynamite, Sassy 009, Schmyt, Sega Bodega, Sherelle (en) B2B Tim Reaper (en), Shygirl, Sofia Kourtesis (live), Symba, Tightill, Tirzah, The Blaze (live), Tom Misch, Tsha, U.R.Trax, VTSS, Weil, Yu Su, Yung Singh, Yves Tumor (en) (live), Zouj.

- 2023 (8–11 juin)[26] : 3lna, A Song for You, Agar Agar, Altin Gün, Angel D'lite, Animistic Beliefs (live), Anu, Anz, Baby B3ns, Bakar, Bashkka, Bicep (live), Bárbara Boeing, Àbáse, The Blessed Madonna, Boys Noize, Bru-C (en), Brutalismus 3000, BUNT., Byron Yeates (B2B) Marie Malarie, Call Super, Cami Layé Okún, Carlo Karacho, Cc:disco!, Channel Tres, Chippy Nonstop (B2B) DL Hyperdrive, Cody Currie, D4vd (en), Damiano Von Erckert (B2B) Prsmc, Dangermami, Daphni, Daria Kolosova, Dchm (B2B), Sedaction, DJ Aya, DJ Boring (B2B), Salute, DJ Fart in the Club, DJ Heartstring, DJ Holographic, DJ Swagger, DJ Yarak, Dlv (B2B), Frederic., Douniah, Edwin Rosen, Ekkstacy, Eliza Rose (en), Erika de Casier, Eris, Ferrari Rot (B2B) Evin, Folamour, Freddy K (B2B), Dr. Rubinstein, Funk Tribu, Gabrielle Kwarteng, Gee Lane, HAAi, Interplanetary Criminal, Jada, Job Jobse, Johannes Brecht, Joy Orbison (en), July Jones (en), Justin Tinderdate (B2B) Robin Tasi, Kalte Liebe & Caiva (live), Kapote, KI/KI, Kosmo Kint, Lsdxoxo (en), Lucinee (B2B) Sept, Luxe, Malugi, Manuel Fischer (live), Manuka Honey, Marcel Dettmann (B2B), Cem, Mareike Bautz, Marlon Hoffstadt, Mdsm, Miss Bashful X Dbbd (live), Moritz, Msjy, Namasenda (en), Narciss, Neunundneunzig, Nia Archives (en), Nu Genea Live Band, Ogazón, Ojerime, Ok Williams (B2B) Thc, Orbit, P2p (p.vanillaboy (B2B) Penglord), Persian Empire, Phillip Jondo, Piri, Planningtorock, Quelza, Roza Terenzi, Ryan Elliott (B2B) Danielle, Róisín Murphy, Salò, Sam Ruffillo, Sebastian Hotz (El Hotzo), Sedef Adasi, Sevdaliza, Shanti Celeste (en) (B2B), Peach, Shygirl, Silvan Strauss, Ski Aggu, Skin on Skin, Slowthai, Solomun, Southstar, Spacer Woman (B2B), Bunny Tsukino, Speckman, Sqf2000, Steintor Herrenchor, Stella Explorer, Surf 2 Glory, Tsha (live), Ttyfal (B2B), Janthe, ₮₩ø ₴ⱨɇⱡⱡ, TYGAPAW, Uche Yara, Vegyn (en) (DJ set), Viko63 & Penglord, Young Marco, Yungfya, Zsá Zsá.

- 2024 (11–13 juillet)[27] : Ahadadream, Amandus 99 & Danzinger 99, Anotr, Aroma Pitch, Art School Girlfriend (en), A Song For You, Bar Italia, Bashkka, Bitter Babe B2B, Nick León, Bonobo (DJ set), Byron Yeates, Cobrah (en), Crush3D, Dangerous Dreaming, DCHM, Diggidaniel, DJ Heartstring, DJ Koze, DJ Mell G B2B Helena Hauff, DJ Spit, Eartheater, Eris Drew, Evin, Ferrari Rot, FKA.M4A, Freddy K, Funkassault, Funktribu, Geo22, Haaizey B2B Nana Tranquillo, Hello Sasy, Honey Dijon, HorsegiirL (en), Isabella Lovestory (en), Jada, James Blake, Jasper Tygner, Jayda G, Job Jobse, Jon Glacier, Kaeto, Kalte Liebe (live), Kenya Grace, Kettama, KI/KI (live), Lola Haro, Lovefoxy, Malugi, Marcel Dettmann B2B VTSS, Marlon Hoffstadt, Marrøn, Maruwa, No Guidnce, Nusantara Beat, Obongjayar, OK Williams, Paula Hartmann, Pretty Girl (live), Quest, Romy, S-Candalo, Sampha, Schwefelgelb Live, Sedaction, Sedef Adasi, Sega Bodega, Sita, Skepta, Slayyyter, Soft Crash, Southstar (en), Sugababes, Surf 2 Glory, Teleshop, Ultraflex, Vegyn (en) (live), X Club., Club Heart Broken Takeover, Explorers Takeover, Teenage Dreams Takeover, Unplayed Takeover.